# حملة إكستريمادورا
حملة إكستريمادورا هو الاسم الذي تُعرف به إحدى حلقات القتال من الحرب الأهلية الإسبانية، تمكن خلالها الجيش المتمرد من توحيد المنطقتين الرئيسيتين اللتين انتصرت فيهما انتفاضة 18 يوليو، وهما وسط شمال البر الإسباني مع المغرب الإسباني، وبالتالي توحيد جيش إفريقيا مع جيش الشمال. تجسد الهجوم في معركة بطليوس في أغسطس 1936، والتي من خلالها تقدمت قوات الجيش الإفريقي بقيادة فرانسيسكو فرانكو بسرعة عبر إكستريمادورا لبدء المسيرة نحو مدريد.

## خلفية
بعد فترة وجيزة من فشل التمرد العسكري قدمت ألمانيا النازية طائرات لنقل قوات الجيش الأفريقي المتمرد إلى إشبيلية. من 18 يوليو إلى 4 أغسطس بوسائلها الخاصة، فالنقل البحري بدأ في الثامن عشر والجوي أخذ باقي الأيام، حيث نقلوا 40٪ من قوات الصدمة (النظاميين والفيلق) إلى العاصمة إشبيلية؛ اعتبارًا من ذلك اليوم كان عدد الجنود الذين يتم نقلهم جوًا يوميًا 500 جندي.
وفوق ذلك تمكنت قافلة بحرية متمردة من عبور مضيق جبل طارق يوم 5 أغسطس، ونقل 2000 جندي أفريقي آخر إلى شبه الجزيرة بكامل عتادهم. وهكذا تم تنظيم طابور عسكري مجهز جيدًا وقيادته من الضباط الأفارقة مثل فرانكو وياغوي وأسينسيو وكاستيخون وبارون وتيلا. فقرر فرانكو التقدم شمالًا، واحتلال إكستريمادورا، من أجل ربط المنطقتين الخاضعتين للسيطرة القومية والبدء في التقدم نحو مدريد. نجح انقلاب يوليو في مقاطعة قصرش ولكن في مقاطعة باداخوز ظلت القوات المسلحة موالية للحكومة.

## القوى المتحاربة

### القوميين
امتلك القوميون قوة قوامها 8,000 رجل من جيش إسبانيا الأفريقي، معظمهم من أعضاء الفيلق الإسباني والنظامي (مرتزقة مغاربة)، بقيادة العقيد خوان ياغوي. وزعت تلك القوة على خمسة طوابير آلية من حوالي 1500 رجل لكل منها (وعلم من الفيلق وطابور من النظاميين مع بطارية واحدة أو بطاريتين من 75 ملم)، ويقود تلك الطوابير كلا من العقيد خوسيه أسينسيو وفرانسيسكو ديلجادو سيرانو وفرناندو بارون وهيلي رولاندو تيلا والرائد أنطونيو كاستيخون، وتدعمهم مليشيا ريجيتا الأندلسية. وكان لتلك القوة غطاء جوي من ثمانية قاذفات إيطالية من طراز Sa 81 يقودها طيارون إيطاليون وتسعة يونكر يو 52 يقودها ألمان ومقاتلات من طراز CR.32 وهاينكل هي 51.

### الجمهوريين
أما الجيش الجمهوري فقوامه 13,000 من الجنود والميليشيا. والمليشيا هم الغالبية؛ فمثلا يوجد في بطليوس 500 جندي و 2000 من الميليشيا. إلا أنهم لم يتلقوا أي تدريب عسكري وأسلحتهم سيئة، بحيث كانت هناك بندقية لكل ثلاثة رجال، ومدفع رشاش لكل 150-200 مقاتل. ولم تكن لديهم أي فكرة عن كيفية الاستعداد لموقف دفاعي، حتى أنهم رفضوا حفر الخنادق. وتسبب قصف الطائرات في إثارة الرعب الشديد للفلاحين. فقد تخلت مجموعة منهم عن مواقعها بعد قصفها بالبطيخ. وفوق ذلك لم يكن لديهم أي مدفعية أو أسلاك شائكة أو ضباط أركان محترفين. كانت طائرات FARE تفتقر إلى البنزين وقطع الغيار والطيارين المدربين، وكانت معظم الطائرات الجمهورية من طراز بريجيت البالغة من العمر 15 عامًا، ولم يكن بها فوهة بالمقدمة للرشاشات، وهي أبطأ من المقاتلات الإيطالية، ومقاتلات Ni-52 المتهالكة.

## مسيرة الحملة
بدأت قوات مشاة المتمردين الخفيفة بالمسير شمالا باتجاه ماردة وباداخوز مع انعدام أي غطاء جوي تقريبًا، فيما عدا طائرتين استطلاع من طراز بريجيت XIX‏. كان التقدم سريعًا لأنهم لم يجدوا أي قوة في طريقهم تحاربهم، فقد هربت الميليشيات إلى الحقول والمراعي المجاورة بعيدة خوفا من القوات الأفريقية. وواجهتهم مقاومة بسيطة في جبل سان أندريس ولوس سانتوس دي ميمون، وفي ألمندراليخو تحصن حوالي 100 من رجال المليشيا في كنيسة البلدة وقاوموا قصفًا استمر لمدة أسبوع. حتى استسلم 40 ناجيا في 14 أغسطس، فقتلهم القوميون. وبعدها أعادت تلك القوات تنظيم نفسها. وقد وصل الطابوران اللذان غادرا إشبيلية في 2 أغسطس بقيادة أسينسيو وكاستيخون إلى ماردة في 10 أغسطس، بعد قطع مسافة 200 كيلومتر في أقل من إسبوع. وفي اليوم الحادي عشر بدأت معركة حاسمة للاستيلاء على المدينة التي دافع عنها تكتل قوي من رجال الميليشيات وحرس الاقتحام بقيادة نقيب الاقتحام المدينة، بما في ذلك دعم قطعتين من المدفعية، وتساعدهم عقبة دفاعية للخندق الواسع لنهر يانة الذي يزيد عرضه عن 500 متر. ولكن بعد قتال استمر بضع ساعات، تم الاستيلاء على المدينة، والسيطرة أيضًا على جسري النهر والسكك الحديدية إلى إشبيلية والجسر الروماني الذي أرادت المليشيات تفجيره، إلا أنها عدلت عن ذلك، مما أدى إلى امتعاض أثانيا. وتمكن المتمردون من احتلال الجسر الروماني فوق نهر يانة والسيطرة على العاصمة القديمة للوسيتانيا. كانت معركة ماردة انتصارًا مهمًا للمتمردين لأنها وحدت المناطق الجنوبية والشمالية التي تحت سيطرتهم في ذلك الوقت، بالإضافة إلى عزل بطليوس. وفي 11 أغسطس تم تعزيز الميليشيات الجمهورية التي فرت من ماردة ب 2000 من حرس الاقتحام والحرس المدني من مدريد وشنت هجومًا مضادًا، لكن قوات تيلا تمكنت من صده. وفي 12 أغسطس سقطت كابيزا ديل بي في قبضة المتمردين. واحتلت القوات المغاربية مستشفى المنطقة الذي لم يتم إخلاؤه، فقامت بقتل الجرحى المصابين في المستشفى.
وفي الوقت نفسه توجهت قوات ياغوي بسرعة إلى باداخوز (أو بطليوس)، حيث كانت محاطة بحامية قوامها 8000 من رجال الميليشيات بقيادة إلديفونسو بويجديندولاس وجعل ظهره على البرتغال، الذي لم يكن نظامها راغبا بالجمهورية الإسبانية. وفي 14 أغسطس شنت قوات الفيلق أول هجوم على المدينة، ولكن صدته المدافع الرشاشة للجمهورية. ثم شن المتمردون هجومًا ثانيًا تمكنوا من اختراق الجزء القديم من المدينة؛ إلا أنه قد قُتِل الكثير منهم في ذلك الهجوم. ثم واصلوا التقدم في الشوارع إلى وسط المدينة، على الرغم من استمرار القتال في المناطق الحضرية حتى حلول الليل في ذلك اليوم. بعد ذلك استخدم المتمردون القمع الدموي للأهالي، فيما سمي بمذبحة بطليوس. حيث قامت قوات ياغوي بقتل مابين 500 و 4000 من الجنود والمدنيين الجمهوريين. ونهبوا المدينة، وحتى المحلات التجارية ومنازل أنصار القوميين. قال أحد الضباط القوميين إن هذه كانت «ضريبة حرب يدفعونها مقابل خلاصهم». استمر القتل في بطليوس لعدة أسابيع. وساهم نظام سالازار البرتغالي بقدر كبير في القمع عندما قام بتسليم عدد لابأس به من اللاجئين الفارين إلى جيش المتمردين. وكانت معركة باداخوز قد اغلقت الحدود البرتغالية أمام الجمهورية الثانية بالكامل.
وفي 20 أغسطس بدأت وحدات ياغوي بالتقدم نحو مدريد. ووصلت قوات تيلا إلى نافالمورال دي لا ماتا بعد ثلاثة أيام فقط، مما يعني أنها وصلت إلى وادي نهر تاجة والطريق مفتوح إلى العاصمة. وقد توجهت القوات الجمهورية بقيادة الجنرال ريكيلمي إلى إكستريمادورا في قوة مليشيا قوامها 9,000 فرد لإيقاف المتمردين، إلا أنها تعثرت ونجحت فقط في تعطيل التقدم لبضعة أيام. ثم نالت تلك المليشيات هزيمة أخرى في منطقة جوادلوب. وبحلول 28 أغسطس كانت جميع القوات المتمردة في منطقة وادي نهر تاجة، فاتجت مباشرة نحو مدريد.

## النتائج
بعد سقوط بطليوس والانتصار على الميليشيات الجمهورية في معركة سييرا غوادالوبي، استمر ياغوي في الضغط شرقاً، وفي 3 سبتمبر احتل طلبيرة بعد أن هزم تجمعًا مهمًا للقوات والميليشيات الجمهورية المدافعة عن المنطقة. ثم تقدم ياغوي مع قواته حوالي 500 كيلومتر في أربعة أسابيع فقط وكان الطريق إلى مدريد مفتوحًا. بعد احتلال ماردة وباداخوز، تمكن المتمردون من ربط الأراضي المتمردة في الشمال بإشبيلية والأراضي المتمردة الأخرى في الجنوب. بهذا سيطر المتمردون على النصف الغربي من مقاطعة باداخوز، وهو ما شكل ضربة قوية للجمهورية التي فقدت الاتصال البري بالبرتغال. بعد احتلال هذه الأراضي قام المتمردون بقمع دموي: تم إعدام ما بين 6600 و 12,000 من المؤيدين أو المتعاطفين الجمهوريين (في المقابل تم إعدام 243 يمينيًا أو مؤيدًا للانتفاضة في المنطقة الجمهورية). من بين هذا القمع برزت مذبحة بطليوس التي جرت بعد احتلال المدينة.
نتج عن هذه الحملة السريعة انتصارًا عسكريًا ودعائيًا عظيمًا للمتمردين. وبالذات كان نصرا لفرانكو، نظرًا لأن إكستريمادورا كانت أطول طريق للتقدم نحو مدريد من الغرب، فقد انتقد بعض الجنود الاستراتيجية وخط سير الرحلة المختار. وإلى حد ما عزز هذا النجاح موقف فرانكو تجاه الجنرالين مولا وكويبو دي يانو.